# La Blanca (Texas)
Pour les articles homonymes, voir La Blanca.
La Blanca est une census-designated place située dans le comté de Hidalgo, dans l’État du Texas, aux États-Unis. Sa population s’élevait à 2 488 habitants lors du recensement de 2010.